# Superstitioniidae
Superstitioniidae – rodzina skorpionów.

## Rodzaje
- Alcran
- Sotanochactas
- Superstitionia
- Typhlochactas